# Leptochela serratorbita
Leptochela serratorbita är en kräftdjursart som beskrevs av Charles Spence Bate 1888. Leptochela serratorbita ingår i släktet Leptochela och familjen Pasiphaeidae. Inga underarter finns listade i Catalogue of Life.